# 松尾ジンギスカン

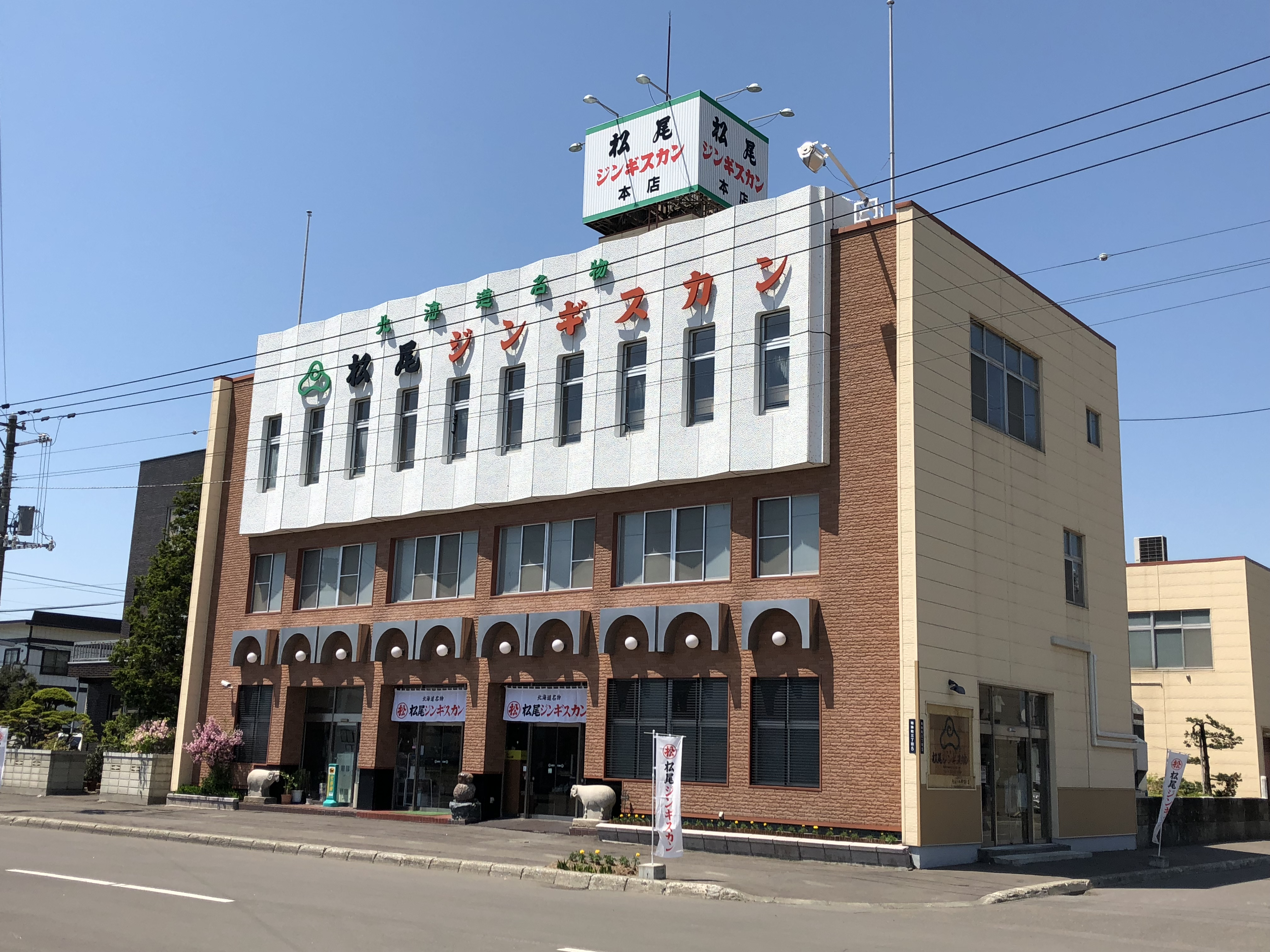
松尾ジンギスカン本店（滝川市）

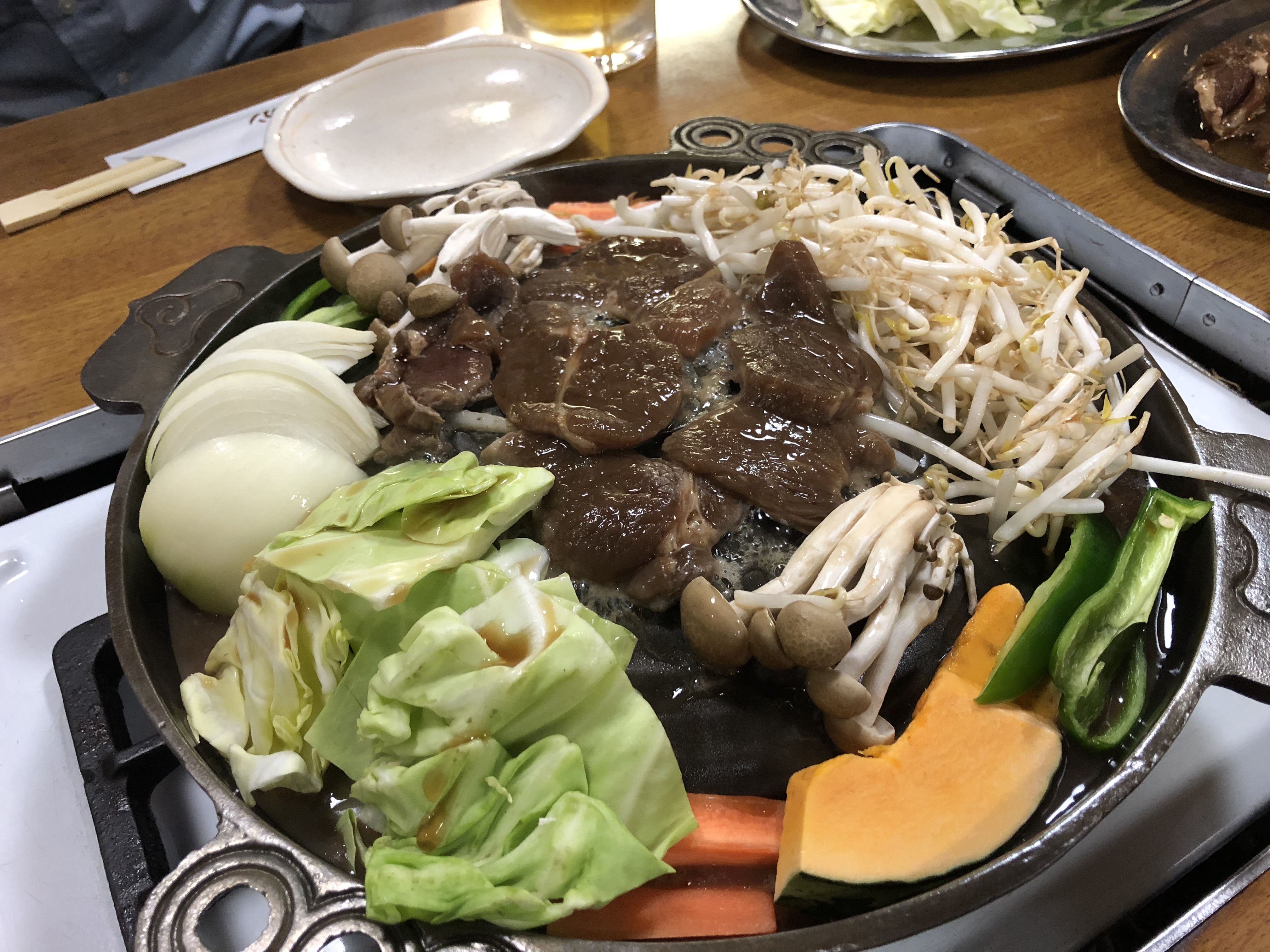
松尾ジンギスカンのジンギスカン

松尾ジンギスカン（まつおジンギスカン）は、北海道滝川市の株式会社マツオが製造するジンギスカンのブランド、または、そのジンギスカンを供する店舗名である。過去に新千歳空港や札幌市中心部、東京エリアの店舗には「まつじん」というブランド名を使用したこともあったが、2016年にすべて「松尾ジンギスカン」に統一された。

## 概要
1956年（昭和31年）に開業したマツオ（旧松尾羊肉株式会社）の創業者である松尾政治が考案した、羊肉を特製タレに漬け込む製法が好評を博し、その名が一気に全道に広まった。
開業当時、ジンギスカンとして北海道立種羊場（旧北海道立滝川畜産試験場）が推奨していたのが、羊肉をタレに漬け込んだ後に焼く形の調理法だった。松尾はそこに伝わる調理法を生かし、おいしさを引き出す工夫を重ねたとされる。松尾ジンギスカンは創業後、北海道内に最大250店舗のチェーン展開をするなど、北海道立種羊場が推奨するジンギスカンの食べ方を広く北海道内に知らしめた。STVラジオで放送されている『ほっかいどう百年物語』(ISBN:9784891151157)にも松尾が登場するなど、ジンギスカンを北海道の食文化の一つとして根付かせる一端を担った。
現在でも地元、滝川市のりんごやたまねぎを主原料に、十数種類の調味料やスパイスを加えたモミダレを使用し、羊肉特有の臭みを消し、肉本来の旨みを引き出す製法を用いている。この味付ジンギスカンの製法は滝川種羊場の存在から『滝川式』とも呼ばれ、北海道内に広く定着した。
ジンギスカンをよりおいしく食べるために、マツオは南部鉄の老舗「岩鋳」製のオリジナルの専用鍋を開発した。熱伝導や焼け方にムラのない安定した焼き上がりになるように、現在も改良が加えられている。また、電磁調理器にも対応できる鍋の開発も行っており、一部の店舗で使用されていた。2008年6月に一般のジンギスカン鍋とともに、電磁調理器用の鍋も発売が開始された。

## 商品ラインアップ
- 松尾ジンギスカン 味付特上ラム（過去に「チョッちゃんラム」という商品名で販売していたが、現在その名称は使われていない）
- 松尾ジンギスカン 味付ラム
- 松尾ジンギスカン 味付ロース
- 松尾ジンギスカン 味付上マトン
- 松尾ジンギスカン 味付マトン
- 松尾ジンギスカン 味付ラムハツ
- 松尾ジンギスカン 味付リブロース
- マツオ特製 骨付ラムステーキ
- マツオ特製 骨付ソーセージ
- ジン串（現在では終売）
- 岩鋳製造 マツオ特製 ジンギスカン鍋（2022年現在 6代目）
- 岩鋳製造 マツオ特製 銘々鍋セット（一人用鍋）

またジンギスカン以外にも、羊肉を使った商品を製造販売している。
- 羊肉ソーセージ
- ラムショートロインハム
- 羊肉のすね煮込み 濃厚カレー（2021年10月発売）
- 羊肉のすね煮込み トマト仕立て（2021年10月発売）
- 羊肉のすね煮込み デミグラス仕立て（2021年10月発売）
- 「羊肉スープ」シリーズ　羊肉のスープカレー（2023年2月Makuakeにて発売　3月31日一般販売開始）
- 「羊肉スープ」シリーズ　羊肉のトマトスープ（2023年2月Makuakeにて発売　3月31日一般販売開始）
- 「羊肉スープ」シリーズ　羊肉の白湯（パイタン）スープ（2023年2月Makuakeにて発売　3月31日一般販売開始）

それ以外にもさまざまな商品を販売している。
- 松尾ジンギスカンポテトチップス（平成7年～2024年10月製造終了）（製造は深川油脂工業）
- ベル食品×松尾ジンギスカン　レトルトジンギスカン丼（限定1万個　2018年4月一般販売開始　7月販売終了）（製造はベル食品）
- 松尾ジンギスカン監修 スティックポテト（2018年8月発売　2020年12月販売終了）（製造はエムティーコーポレーション）
- 亀田の柿の種 松尾ジンギスカンタレ風味（2019年4月発売　2024年3月製造終了）（製造はアジカル）
- 松尾ジンギスカン監修 ジンギスカンコロッケ（2021年11月惣菜用商品発売　一般製品2023年3月発売）（製造はサンマルコ食品）
- 松尾ジンギスカン監修 フライドポテト（2023年4月発売）（製造はエムティーコーポレーション）
- 松尾ジンギスカン6代目鍋キーホルダー（2023年4月29日発売）

過去には企業とのコラボ企画を実施した（終了分）
- ロイズコンフェクト　松尾ジンギスカンサンド（2015年7月）
- ベル食品　レトルトジンギスカン丼（2018年4月）
- 梅光軒　特上ラムラーメン（2018年6月）
- ケンエレファント　カプセルトイ「ミニチュア 北海道 vol.2」（2023年4月）

## 店舗施設
マツオの直営店舗施設のみ記載する。そのほかに北海道内に広く支店を持つが、マツオは直接運営をしておらず、各支店のオーナーが個人的に経営をしている。

### 飲食・購入ともに可能な店舗
- 松尾ジンギスカン本店（滝川市）
- 松尾ジンギスカン札幌北19条東店（札幌市東区）
- 松尾ジンギスカン札幌駅前店（札幌市中央区）
- 松尾ジンギスカン札幌大通南1条店（札幌市中央区）
- 松尾ジンギスカンすすきの4・2店（札幌市中央区）
- 松尾ジンギスカン札幌琴似店（札幌市西区琴似）
- 松尾ジンギスカン札幌宮の森店（札幌市中央区）
- 松尾ジンギスカン新千歳空港店（千歳市）
- 松尾ジンギスカン新千歳空港フードコート店（千歳市）
- 松尾ジンギスカン銀座店（東京都中央区銀座）
- 松尾ジンギスカン赤坂店（東京都港区赤坂）
- 松尾ジンギスカン新宿三丁目店（東京都新宿区新宿）
- 松尾ジンギスカン秋葉原店（東京都千代田区）
- 松尾ジンギスカン渋谷パルコ店（東京都渋谷区）

### 購入のみ可能な店舗
- 滝川本社 直売所（滝川市　2024年9月末にて終了）